# Botryodiplodia saccharina
Botryodiplodia saccharina är en svampart som beskrevs av Died. 1916. Botryodiplodia saccharina ingår i släktet Botryodiplodia, ordningen Diaporthales, klassen Sordariomycetes, divisionen sporsäcksvampar och riket svampar.   Inga underarter finns listade i Catalogue of Life.